# День слона
Национальный день слона, или день Чанг-тай (тайск. วันช้างไทย), — национальный праздник в Таиланде, празднуемый 13 марта. В этот день проводятся буддистские церемонии, а для слонов устраиваются праздничные обеды. Не является нерабочим днём.
Идея праздника была выдвинута тайской Азиатской организацией слонов (англ. Asian Elephant Foundation of Thailand) и предложена к рассмотрению Координационному подкомитету по сохранению тайских слонов (англ. Coordinating Subcommittee for the Conservation of Thai Elephants). Днём празднования было выбрано 13 марта, поскольку 13 марта 1963 года Королевский лесной департамент (англ. Royal Forest Department) объявил белого слона национальным животным Таиланда. Праздник был официально объявлен тайским правительством 26 мая 1998 года.